# Castrillo de Villavega

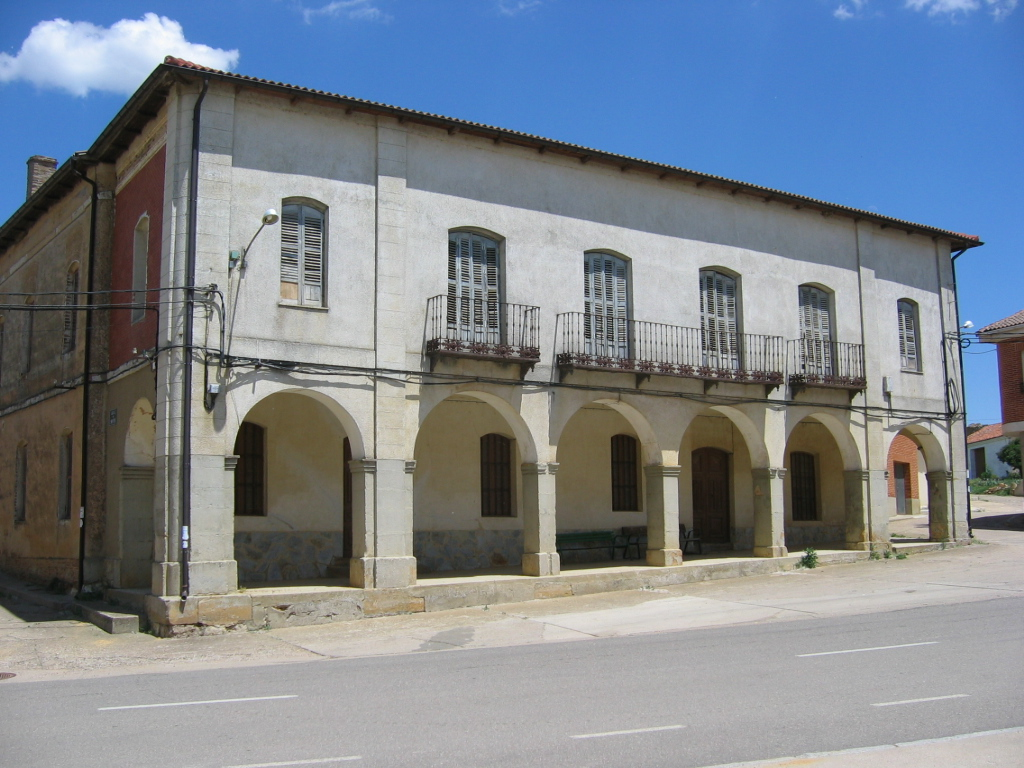
Una casona en la plaza mayor de Castrillo

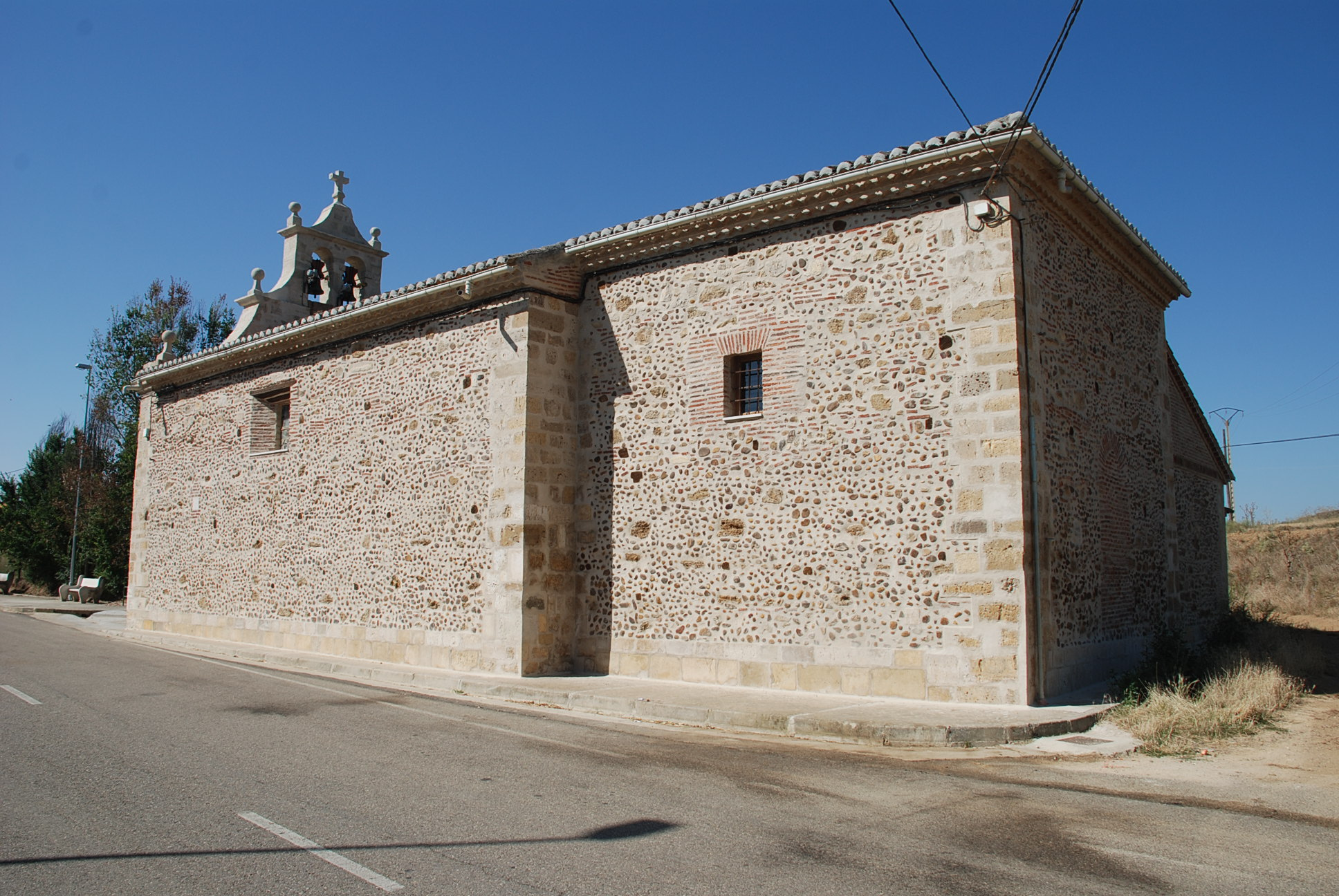
Ermita de La Virgen del Camino tras la rehabilitación del 2011

Castrillo de Villavega es una localidad y municipio de la provincia de Palencia, en la Comunidad autónoma de Castilla y León, España.
La economía de la región es fundamentalmente agrícola aunque también cuenta con algo de ganadería, sobre todo ovina. Es una de las localidades del Camino de Santiago del Norte: Ruta del Besaya.

## Geografía
Está situado a orillas del río Valdavia, afluente del río Pisuerga, sobre una planicie que domina una extensa vega.
El pueblo está formado por dos núcleos urbanos de los que Castrillo es el principal por el número de habitantes y tamaño, en él está situado el gobierno municipal con su ayuntamiento y juzgado de paz, además de una iglesia. Villavega, mucho más pequeño, cuenta con unas pocas casas y una iglesia. Ambos están separados entre sí por el río Valdavia, sobre el que se construyó en el siglo XVIII un puente de piedra de estilo clasicista para posibilitar su paso.
Atraviesa el pueblo la carretera regional de Villaherreros a Buenavista de Valdavia. Tiene muy próximas las localidades de Carrión de los Condes, Osorno, Herrera de Pisuerga y Saldaña.
Villavega de Castrillo: A escasos 300 metros de Castrillo de Villavega, en la margen izquierda del Río Valdavia.

## Historia

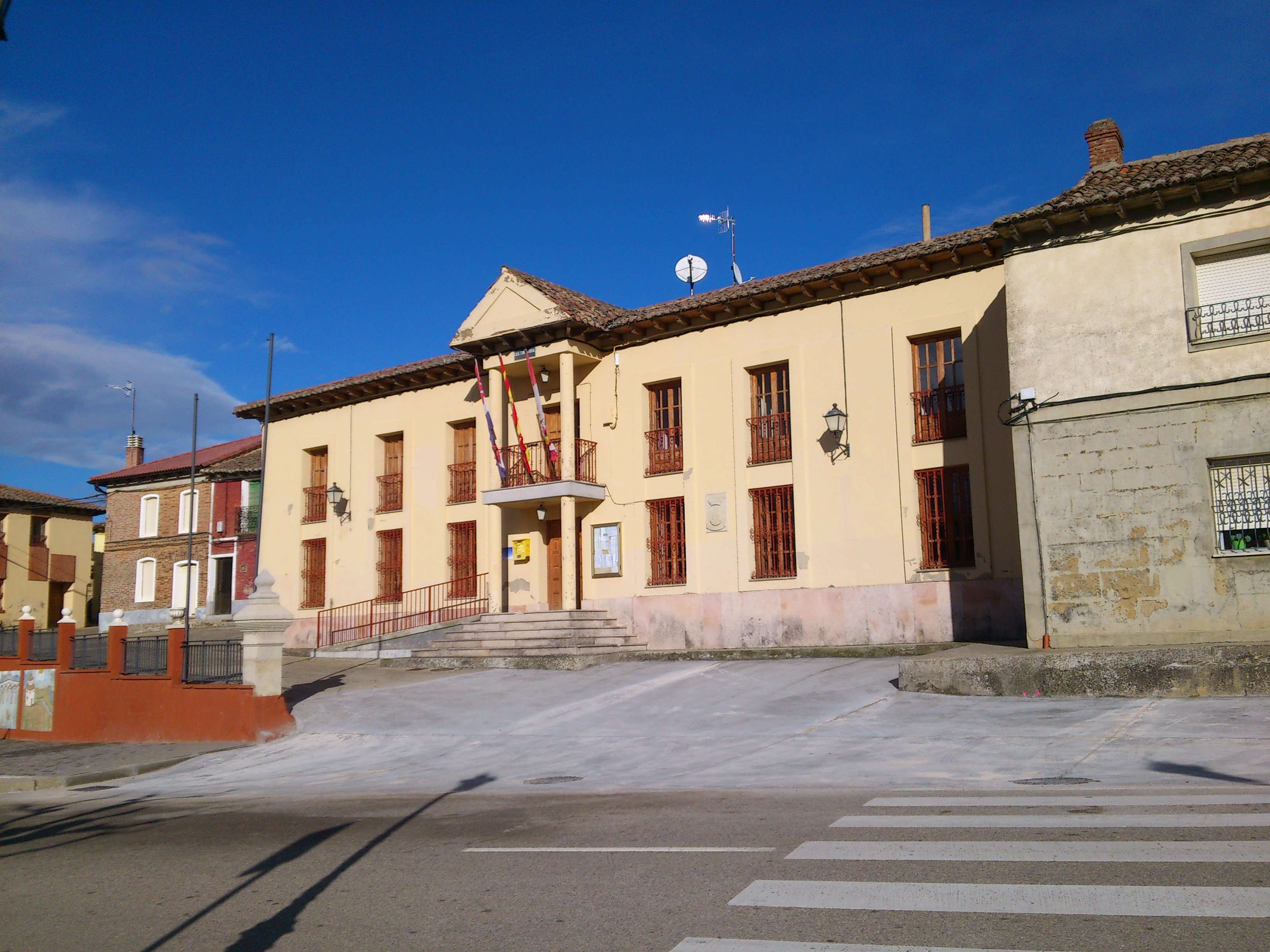
Casa consistorial

Su situación geográfica seguramente fue el motivo por el que en la Alta Edad Media se construyó un castillo o atalaya desde el que se podía controlar un vasto territorio. Los restos que aún perviven, constituyen un valioso y extraño ejemplo de Fortaleza de Repoblación, y nos permite tener una idea de como pudo ser el Castillo de Agüero (Buenavista de Valdavia), el cual sirvió de cabecera en la repoblación del Valle de la Valdavia, y del cual este castillo de Castrillo de Villavega serviría de avanzadilla. 
Castrillo debió contar también con una cerca o muralla, así parecen indicarlo los nombres de algunas de sus calles como por ejemplo la calle "Postigo". La despoblación que afecta a los pueblos de la zona también ha afectado a Castrillo, lo que hace que aumente la media de edad de sus habitantes. 

### SigloXIX
Así se describe a Castrillo de Villavega en la página 204 del tomo VI del Diccionario geográfico-estadístico-histórico de España y sus posesiones de Ultramar, obra impulsada por Pascual Madoz a mediados del siglo XIX:

CASTRILLO DE VILLAVEGA

Villa con ayuntamiento en la provincia y diócesis de Palencia (9 leguas), partido judicial de Saldaña (4), audiencia territorial y capitanía general de Valladolid (17).
Situada en una altura mirando al N, y su barrio de Villavega en la vega a la parte opuesta del río Valdavia. La combaten los vientos del N y NO. Su clima es bastante frío aunque sano, y las enfermedades más comunes tercianas y algunas fiebres pútridas.
Se compone de 145 casas en Castrillo y 37 en Villavega; tiene casa de ayuntamiento y en ella la cárcel, escuela de primeras letras concurrida por 109 niños de ambos sexos, cuyo maestro está dotado con 1.600 reales.
Dos fuentes dentro de la población y varias en el término de muy buenas aguas. Dos iglesias parroquiales dedicadas a Santa Leocadia y San Andrés Apóstol. LA primera se halla en Castrillo y la segunda en Villavega, y 3 ermitas: Nuestra Señora del Camino, el Santo Cristo del Humilladero y San Sebastián, situadas a las inmediaciones de la villa.
Confina el término N Bárcena y Santa Cruz; E Espinosa de Villagonzalo; S Abia de las Torres, y O Villasarracino.
En la parte más elevada de Castrillo hay una colina tajada por el lado que mira al río, y en ella un castillo o atalaya del tiempo de la dominación árabe, si bien se encuentra en estado ruinoso.
El terreno es en lo general de mediana calidad; con un monte poco poblado; lo baña el río Valdavia, sobre el cual hay dos puentes, el uno de piedra sillería y de linda construcción, y el otro de madera para servidumbre de los labradores.
Tiene caminos para Herrera y Carrión en regular estado; en este último existe una legua corta de calzada, construida a expensas de Castrillo y Villasarracino. LA correspondencia se recibe de la administración de Carrión de los Condes los jueves y domingos por la tarde, saliendo los mismos días por la mañana, conducida por un valijero.
Producciones: trigo, cebada, avena, centeno, titos, yeros, vino, nabos y algún lino; ganado vacuno, lanar y cabrío; caza de liebres y perdices, y pesca de truchas, anguilas, barbos y bermejas.
Industria: la agricultura, 4 molinos harineros y otro de linaza de escasa producción.
Comercio: 2 tiendas de quincalla y extracción del trigo sobrante. También hay una feria que se celebra el 28, 29 y 30 de octubre de cada año, a la que concurre bastante ganado mular.
Población: 132 vecinos, 687 almas.

Capital productivo: 154.957 reales. Imponible: 19.567.

## Demografía
Cuenta con una población de 168 habitantes (INE 2024).
| Gráfica de evolución demográfica de Castrillo de Villavega entre 1842 y 2021                                          |
| |
| Población de derecho según los censos de población del INE. Población de hecho según los censos de población del INE. |

## Cultura

### Patrimonio

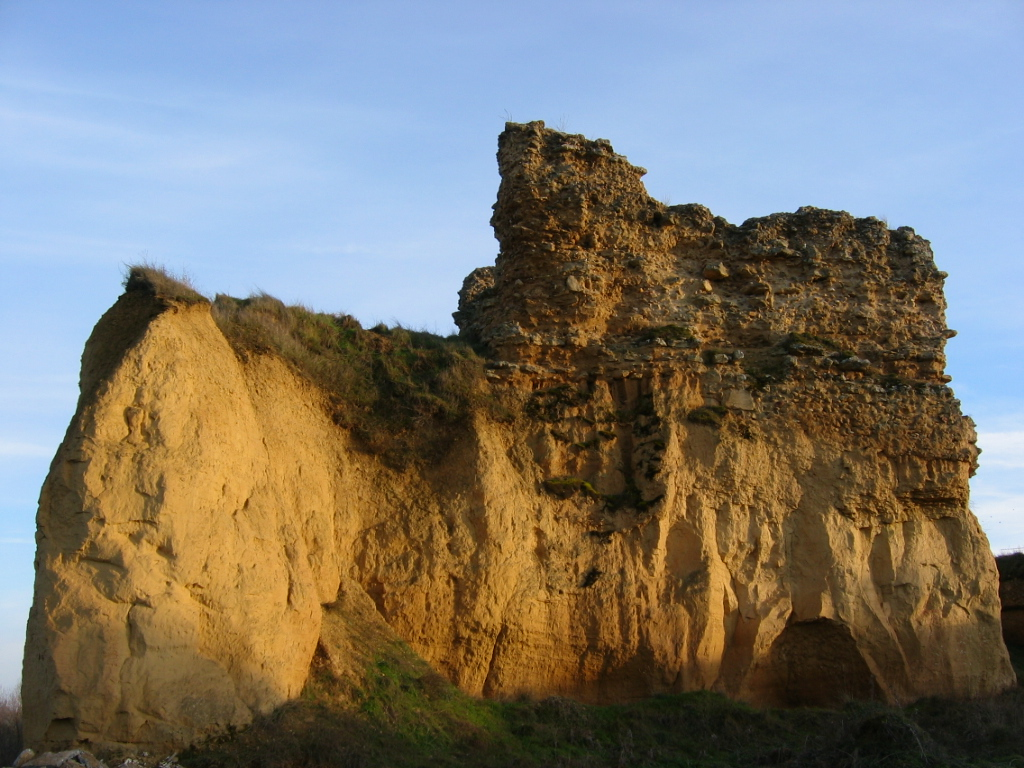
Castillo de Castrillo de Villavega. S.IX-X

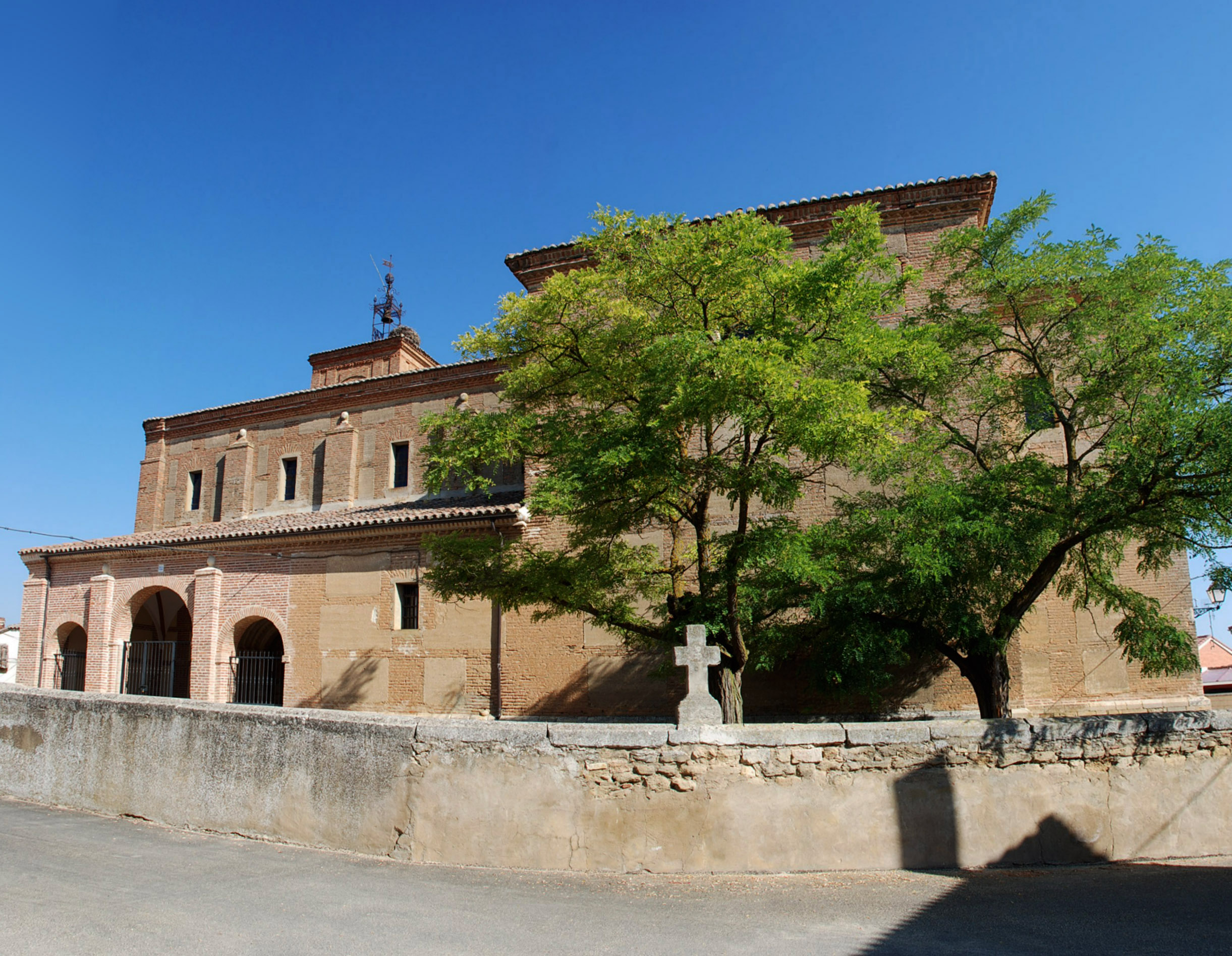
Iglesia de San Quirico

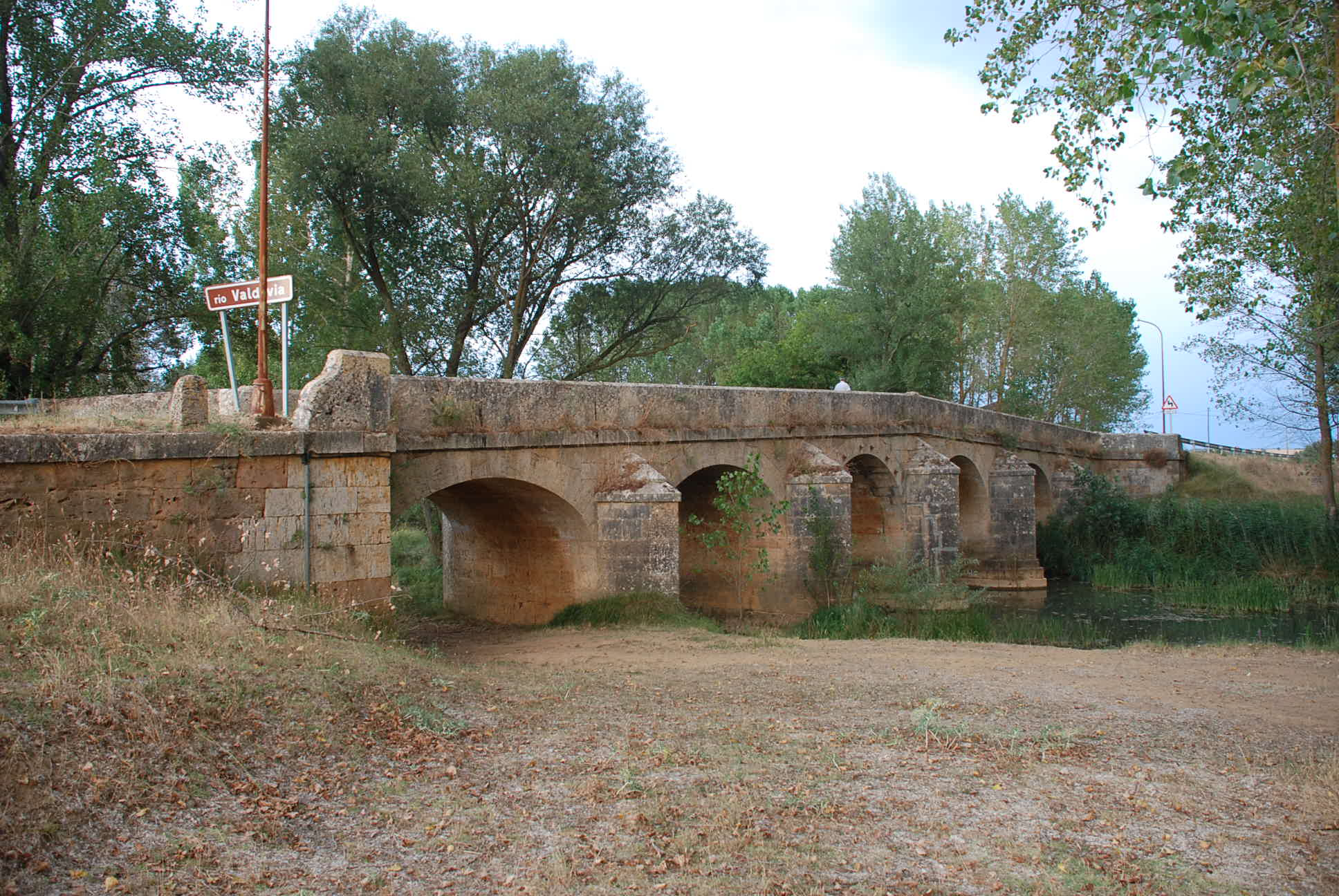
Vista del puente sobre el río Valdavia a su paso por Castrillo de Villavega conocido como Puente Canto

- Castillo de Castrillo: Fortaleza altomedieval que da nombre al pueblo. Construida a finales del siglo IX o principios del siglo X con objeto de ser la avanzadilla del Castillo de Agüero en Buenavista.
- Iglesia de San Quirico: Templo de origen Románico, del que aún conserva su portada con arquivoltas de medio punto y capiteles historiados. La fábrica actual es del siglo XVIII, en la que se reutilizaron los sillares del castillo que da nombre al pueblo.
- Puente Canto.
- Ermita del Santo Cristo del Humilladero.
- Ermita de San Sebastián: Edificación de adobe y ladrillo con un pequeño campanil, que se encuentra a la salida del pueblo en dirección a Itero Seco.
- Ermita de la Virgen del Camino: Del siglo XV. Recientemente se ha descubierto un interesante artesonado mudéjar del siglo XVI, que atesora un gran valor artístico e histórico, según el delegado diocesano de Patrimonio, José Luis Calvo. En el siglo XIX se colocó un techo de escayola que ocultó el artesonado, y las obras efectuadas en la primavera del año 2011 destaparon esta joya El artesonado, que es muy similar al vecino de la ermita de La Piedad de Osorno, tiene forma octogonal, está decorado con estrellas de seis puntas recorridas por un cordón y muestra en el centro un mozárabe (un elemento arquitectónico decorativo a base de prismas yuxtapuestos).[3]
- Molino del Concejo: En su tiempo hubo en funcionamiento varios molinos y una central eléctrica. Aún se conservan estos edificios y los cuérnagos que se realizaron para abastecerlos de las aguas del Valdavia.

### Fiestas patronales
- San Quirico: 16 de junio
- Santa Leocadia: 9 de diciembre